# Туя корейська
Туя корейська (Thuja koraiensis) — вид хвойних рослин родини кипарисових.

## Поширення, екологія
Країни зростання: Китай (Цзілінь); Корейська Народно-Демократична Республіка; Республіка Корея. Зазвичай зустрічається на середніх і верхніх схилах гір на висотах 750–1950 метрів. На височинах утворює низькі густі зарості на відкритих скелястих з валунами осипах, але в більш захищених місцях проживання, таких як ліси, може створити невеликі вертикальні дерева. Вид може бути пов'язаний з цілим рядом інших хвойних і широколистяних порід. Наприклад, в Чанбайшань, на кордоні між Китаєм і Північною Кореєю, росте разом з Abies nephrolepis, Betula ermanii, Taxus cuspidata, Acer ukurunduense, Sorbus pohuashanensis. У Південній Кореї може бути пов'язаний з Abies nephrolepis, Sorbus commixta, Prunus padus, Betula ermanii, Quercus mongolica, Acer tschonoskii var. rubripes, Rhododendron schlippenbachii, Rhododendron yedoensis. Інші хвойні соратники включають Pinus pumila, Picea koraiensis, Picea jezoensis, Pinus koraiensis, Pinus sibirica. Здається, уникає породи вулканічного походження і росте найбільш рясно на відкритих, гранітних схилах і скелях з кислими ґрунтами.

## Морфологія
В основному утворює щільні низькі зарості до 60 см висотою, але в деяких місцях утворює дерева до 10 м висотою і 80 см діаметра. Кора червоно-коричнева і гладка, коли молода, сіро-коричнева і потріскані, коли стара, скоро починає лущитись; гілки висхідні або розлогі. Лускоподібні листки (довжиною до 15 мм на сильних зростаючих пагонах) 2–4 мм довжиною, матові темно-зелені зверху, і з широкими, яскравими білими восковими смугами знизу, верхівки тупі. Пилкові шишки пурпурні, майже кулясті, 2–3 мм; мікроспорофілів 6–10, кожен з 3 або 4 пилковими мішками. Шишки темно-коричневі при дозріванні, еліпсоїдно-кулясті, 7–10 × 6–8 мм. Насіння еліпсоїдне, сплющене, ≈ 4 × 1,5 мм; крила шириною 1–1,5 мм. Запилення відбувається в травні, насіння зріє у вересні.

## Використання
Завдяки маленькому росту вид не використовують широко для деревини, хоча іноді використовують для будівництва і для виробництва меблів. Іноді використовується як декоративний чагарник у Китаї і Кореї. Вперше вид був введений у Великій Британії в 1917 році, але сьогодні представлений тільки в спеціалізованих колекціях хвойних, де деякі екземпляри відрізняються тим, що ростуть набагато вищими (до ≈ 15 м) у вирощуванні, ніж у дикій природі. 

## Загрози та охорона
Субпопуляції в Чанбайшань (Китай) і Баекду-сан (Північна Корея) регулярно страждають від ударів вітру. Мала місце 50% втрата незайманих лісів у північнокорейському секторі й підозрюється, що така втрата мала згубний вплив на тую. У Південній Кореї деякі важливі місця проживання знаходяться в охоронних районах, але в більшості місць дуже мало або зовсім немає дорослих особин. Субпопуляції в Чанбайшань (Китай) і Баекду-сан (Північна Корея) захищені в межах біосферного заповідника, який пролягає через кордон країн. 